# سفارة الأردن في مصر
سفارة الأردن لدى مصر هي الممثلية الدبلوماسية العليا لدولة الأردن لدى جمهورية مصر العربية.شارع المساحة، الدقي أ، قسم الدقي، الجيزة، 

## السفارة
شارع المساحة، الدقي أ، قسم الدقي، الجيزة·

## السفراء
شغل عدد من الشخصيات منصب السفير الاردني في مصر منهم:
- أمجد العضايلة

- بشر الخصاونة
- بهاء طوقان

- حازم نسيبة

- ذوقان الهنداوي

- عبد المنعم الرفاعي
- علي الحياري
- علي العايد
- عوني عبد الهادي

- محمد يوسف الشريقي
- مهنا الدرة

- هاني الملقي

## اقرأ أيضا
- قائمة البعثات الديبلوماسية في مصر
- وزارة الخارجية المصرية
- العلاقات الأردنية المصرية
- سفارة مصر في الأردن